# Уттаракханд
Уттаракха́нд (хинди उत्तराखंड, англ. Uttarakhand) — штат в северной Индии.
Площадь — 53 484 км², население — 10 116 752 чел. (2011). Столица штата — город Дехрадун. Другой крупный город — Харидвар. С момента образования в 2000 году и до 2006 года штат назывался Уттаранчал.

## География

### Местоположение
Уттаракханд расположен преимущественно в Гималаях, покрывая большую часть их полосы, от Индо-Гангской равнины на юго-западе и почти до Тибетского плато на северо-востоке. Его северо-восточные границы примерно совпадают с гималайским водоразделом, который проходит по самому высокому и самому северному из трёх главных гималайских хребтов на этом участке.
Политически штат граничит на северо-востоке с КНР, на юго-востоке — с Непалом. Граница с КНР пролегает в Гималаях. Граничит также с штатами Химачал-Прадеш и Уттар-Прадеш.
Общая площадь штата Уттаракханд — 53 484 км², из которых 93 % приходится на горные районы, 64 % которых покрыто лесами.
Реки на территории штата стекают преимущественно на юго-запад, по направлению к центральным районам Индии. С ледников этого района начинаются две крупнейшие и экономически и культурно важные индийские реки, Ганг и Джамна.

### Климат
На южных равнинах Тераи и холмах Сивалик рядовые температуры летом колеблются между 18 °C и 30 °C, зима здесь довольно умеренная. В Средних Гималаях летние температуры находятся в диапазоне между 15 °C и 18 °C, но зимой падают заметно ниже точки замерзания воды. На высотах свыше 3000 м над уровнем моря прохладно в течение всего года, а зимой эти районы становятся недоступными. На южных участках Тераи лето очень жаркое и влажное, температуры часто превышают 40 °C.

### Флора и фауна
Биоразнообразие штата довольно большое, во многом из-за существования священных или труднодоступных лесных участков. Экосистема штата является родиной большого числа животных, таких как голубой баран, снежный барс, леопард, бенгальские тигры. Среди редких видов птиц распространен ягнятник.
Растительный мир также содержит большое число видов, в том числе эндемичных и редких.
Как и остальные индийские штаты, Уттаракханд имеет несколько символов из числа представителей его флоры и фауны. Так, животным штата традиционно считается кабарга, птицей штата — гималайский монал, деревом — рододендрон древесный, цветком — соссюрея окутанная (Saussurea obvallata).

### Природоохранные территории
В штате расположены несколько национальных парков и других природоохранных территорий, в частности старейший в Индии Национальный парк Джим-Корбетт в округе Найнитал; Долина Цветов и Нанда-Деви в Чамоли — оба внесены в список Всемирного наследия ЮНЕСКО.

## История
Название «Уттаракханд» является не только современным названием штата, но и древним названием этого исторического региона, дословно означающим «северная страна» или «северная часть».
Регион, вероятно, был первоначально заселен народом Кол, к которому позднее присоединились индоарийские племена Кхас. К тому времени территория современного Уттаракханда уже имела религиозное значение, её часто посещали риши и садху. Среди первых известных династий, правивших как Гархвалом, так и Кумаоном, могли быть Кунинды во 2-м веке до н. э., на что указывают находки монет этого государства.
Примерно в 7 веке полное господство в регионе получила династия Катьюри народа Кхас. С 11 века регион находился в состоянии безвластия, и до 14 века власть была разделена между многочисленными ветвями династии Катьюри.
На протяжении большей части средневекового периода, регион был разделён между королевством Гархвал на западе и королевством Кумаон на востоке. В 13-18 веках Кумаон достиг расцвета под властью династии Чанд.
В 1779 из-за династических споров Кумаон оказался в состоянии безвластия и был захвачен гархвальцами. А уже в 1791 Кумаон покорила Непальская империя. В 1803 был покорен и Гархвал. Однако непальцы правили в Уттаракханде недолго — в результате Англо-непальской войны, по условиям Сугаульского договора 1816 года, территория перешла под контроль Ост-Индской компании, а на её части было восстановлено княжество Тихри.
После обретения независимости Индией, княжество Тихри и британские владения на территории региона вошли в состав штата Уттар-Прадеш, где составляли регион Кумаон. К 1998 году Уттаракханд оставался исключительно географическим регионом, не имея политической идентичности.
24 сентября 1998 Законодательное собрание штата Уттар-Прадеш приняло Билль о реорганизации Уттар-Прадеша, приведший к образованию нового штата, возникновение которого было закреплено Союзным парламентом в Акте реорганизации Уттар-Прадеша 2000 года и окончательно состоялось 9 ноября того же года.
При разделе Уттар-Прадеша новообразованный штат был назван «Уттаранчал». Однако новое название не прижилось, параллельно все равно использовалось название Уттаракханд. Как следствие, в августе 2006 года Кабинет министров Индии одобрил переименование штата в Уттаракханд.

## Государственное устройство
Исполнительную ветвь власти в правительстве штата возглавляет главный министр. Действующим пятым главным министром по состоянию на ноябрь 2009 года является Рамеш Покхриял. Он был назначен на должность губернатором штата Б. Л. Джоши 27 июня 2009. Последние выборы в законодательный орган, Законодательное Собрание прошли 21 февраля 2007 года. Законодательное большинство было образовано Бхаратия джаната парти, набравшей 34 места из 70. Однако, не имея абсолютного большинства, она была вынуждена создать коалицию с партией Уттаракханд Кранти Дал и тремя независимыми депутатами. Оппозиция сформирована Индийским Национальным Конгрессом, который имеет 21 место в парламенте.

## Демография
| Изменение численности населения (тыс. человек) |
| ---------------------------------------------- |

Уттаракханд относится к хиндиязычным штатам; значительную часть населения составляют также непальские народности. Как и в среднем по Индии, наблюдается повышенный перевес мужского населения над женским (52:48), низкая доля городского населения (23 %).
Согласно переписи 2001 года население Уттаракханд составляло 8,48 млн человек. По переписи 2011 года численность населения составляло 10 116 752 человек. Местных жителей называют по области, где они проживают: гархвали (гархвальцами) или кумаони (кумаонцами). Другой крупной этнической группой штата является гуджары, преимущественно скотоводы юго-запада полосы Тераи.
Основными языками регионов штата есть, соответственно, диалекты кумаони и гархвали группы пахаря. Небольшими общинами также используются диалекты джаунсари (на западе) и бхотия (на севере). Городское население чаще общается на языке хинди.
Религиозный состав населения штата примерно соответствует общенациональному. Большинство населения — индусы — 85,0 %, мусульмане — 10,5 %, сикхи — 2,5 %, христиане, буддисты, джайны и прочие — 0,5 %. Соотношение количества женщин к количеству мужчин в штате составляет 0,964, уровень грамотности — в среднем 72 %. Крупнейшие города штата: Дехрадун (530 263), Харидвар (220 767), Халдвани (158 896), Рурки (115 278) и Рудрапур (88 720). Правительством зарегистрировано 15 620 поселков и 81 город.
Тремя крупнейшими кастами, традиционно существовавшими на территории штата, являются брахманы, раджпуты и шилпкары. Брахманы занимались проведением религиозных обрядов и бюрократией; раджпуты занимались обороной, охраной порядка, владели землями; шилпкары занимались сельским хозяйством и ремесленничеством.

## Административное деление
Уттаракханд делится на 17 округов, объединенных в два региона Гархвал и Кумаон. Список округов и их важнейшие города:
| №  | Округ             | Важнейшие города             |
| -- | ----------------- | ---------------------------- |
| 1  | Уттаркаши         |                              |
| 2  | Чамоли            | Герсен, Гопешвар             |
| 3  | Рудрапраяг        | Рудрапраяг                   |
| 4  | Тихри-Гархвал     |                              |
| 5  | Дехрадун          | Дехрадун, Ришикеш, Массури   |
| 6  | Паури-Гархвал     | Котдвара, Шринагар           |
| 7  | Питхорагарх       | Питхорагарх                  |
| 8  | Багешвар          |                              |
| 9  | Алмора            | Алмора                       |
| 10 | Чампават          |                              |
| 11 | Найнитал          | Халдвани, Найнитал, Рамнагар |
| 12 | Удхам-Сингх-Нагар | Кашипур, Рудрапур            |
| 13 | Харидвар          | Харидвар, Рурки              |
| 14 | Дидихат           |                              |
| 15 | Раникхет          |                              |
| 16 | Котдвар           |                              |
| 17 | Ямунотри          |                              |

## Экономика

### Производство
Валовой внутренний продукт штата на 2004 год составил $ 6 млрд долларов США.
Производственная составляющая экономики штата в основном состоит из сельского хозяйства — около 2/3 производственного сектора, по сравнению с 20 % в промышленности.
Важной отраслью экономики штата является добывающая промышленность. Здесь добываются известняк, доломит, магнезит, медь, графит, гипс, заготовка леса.
Начиная с 2003 года промышленность проходит период быстрого роста благодаря значительному стимулированию со стороны правительства. В горных районах также строится несколько гидроэлектростанций. Однако развитие промышленности остается несбалансированным, оно происходит только в равнинных районах, что вызывает существенную внутреннюю миграцию с гор.

### Транспорт
Транспортная система Уттаракханд достаточно развитая и надежная. Много различных видов транспорта соединяют штат с другими частями Индии. Связи между городами штата также быстрые и удобные.
Здесь действуют два аэропорта, возле столицы штата города Дехрадун и около города Пантнагар в Кумаони. С обоих аэропортов осуществляются рейсы в Дели и другие крупные города Индии.
Железнодорожный транспорт преимущественно ограничен равнинными районами штата. Главными станциями являются станции городов Дехрадун, Катхгодам и Рамнагар.
С другими штатами Уттаракханд соединяют Национальные автодороги 58, 73, 74 и 87.

### Туризм
Наибольшей составляющей экономики штата является не производственный сектор, а туризм.
Многочисленные горные вершины, высшей из которых является Нанда-Деви, привлекают альпинистов, любителей горных походов и скалолазания.
В Уттаркханде имеется также ряд климатических курортов времён британского господства, таких как Найнитал, Альмора и Массури.
На территории штата в регионах Гархвал и Кумаон приблизительно на расстоянии от 150 до 300 км от Хардвара находится несколько важнейших индуистских паломнических ареалов, таких как, общеиндуистский Чар-дхам, шиваитский Панч-кедар, шактистский Шакти-питх и другие.
Уттаракханд по традиции называется «жилищем богов» (Devbhumi) и является одним из наиболее священных для индусов мест паломничества.
В Харидваре каждые 12 лет проходит фестиваль Кумбха-мела, на который собираются миллионы паломников со всего мира. Местность Хемкунд в Гималаях имеет большое значение для сикхов, а храм Хааткалика в городе Ганголихат — для шактистов. Кроме этого в штате есть множество других храмов, большинство из которых посвящены различным проявлениям Шивы и Дурги, а упоминания о них относятся к старейшим легендам из текстов индуизма.

## Культура

### Ярмарки и фестивали
Для культуры штата характерны многочисленные ярмарки и фестивали, тесно связаны с религиозной и экономической активностью региона. На всех этих событиях выполняются народные песни и танцы, которыми штат очень богат.
Главными с экономической точки зрения являются ярмарки в Джаудиби, Тхал и Багешвари, тогда как с культурной точки зрения — в Дварахати, Сильди и Девидхури. Также в штате проводятся фестивали на все главные индийские праздники, что делает череду торжеств почти непрерывной.

### Кухня
Уттаракханд известен своей кухней, а одни из видов туризма в штате — кулинарный. В целом еда богата калориями и питательными веществами, компенсируя высокие затраты энергии во время сельскохозяйственных работ в горах и в течение холодной зимы. Типы пищи зависят от культурных традиций населения и несколько отличаются на территории штата. Здесь распространены как вегетарианские блюда, так и блюда с мясом. От соседних районов кухню отличает небольшое использование молока и молочных продуктов из-за недостатка пастбищ для крупного рогатого скота.
Самые распространенные блюда с рисом, а самые излюбленные блюда с чечевицей. Известными блюдами из чечевицы и других бобов является Бхатт (блюдо из сои), рыжий суп гахат или кулатх, Бадиса (блюдо в виде шариков из высушенного чёрного маша) и их меньшая версия мангоди из бобов мунг. Также в кулинарии широко используется гречка. Помидоры практически не входят в местный рацион питания.

## Образование
В Уттаракханд находятся несколько образовательных учреждений национального и мирового значения. Города Дехрадун, Массури и Найнитал часто считаются одними из лучших образовательных центров страны. В частности, одним из старейших технических вузов в Азии является кампус Индийского технологического института в Рурк (ранее Университет Рурк). Кроме него, важными вузами являются:
- Индийская военная академия в Дехрадуни;
- Университет ICFAI (институт дипломированных финансовых аналитиков) в Дехрадуни (филиал);
- Институт исследования леса в Дехрадуни;
- Гархвальський университет имени Хемвати Нандана Бахугуна в Шринагар;
- Кумаонський университет в Найнитал и Алмори;
- Университет сельского хозяйства и технологии имени Говинда Баллабха Панта в Пантнагари;
- Университет Гурукул Кангри в Харидваре;
- Институт профессиональной подготовки имени Гьян Индера Сингха в Дехрадуни;
- Дехрадунський технологический институт в Дехрадуни;
- Университет нефти и энергетики в Дехрадуни;
- Университет Доон в Дехрадуни;
- Инженерный колледж имени Говинда Баллабха Панта в Паури;
- Институт Амрапали в Халдвани;
- Кумаонський инженерный колледж в Дварахати.

Гархвальський и Кумаонський университеты были основаны в 1973 году в рамках программы повышения регионального самосознания, что впоследствии сыграло существенную роль в выделении Уттаракханд в отдельный штат. В Уттаракханд также есть несколько известных специализированных школ и интернатов, в частности:
- Школа для девочек имени Велхама (Welham Girls 'School) в Дехрадуни,
- Школа для мальчиков имени Велхама (Welham Boys 'School) в Дехрадуни,
- Школа Доона (The Doon School) в Дехрадуни,
- Колледж св. Томаса (St. Thomas college) в Дехрадуни,
- Академия Сент-Джозеф (Святого Иосифа, St. Joseph Academy) в Дехрадуни;
- Школа Вудсток (Woodstock School) в Массури;
- Бирла отъем Никетан (Birla Vidya Niketan) в Найнитали;
- Школа Сайник в Гхоракали (Sainik School Ghorakhal);
- Индийский военный колледж Раштрия (Rashtriya Indian Military College, RIMC) в Дехрадуни;
- Азиатская школа (The Asian School) в Дехрадуни;
- Школа наследия (The Heritage School) в Дехрадуни;
- Мемориальная школа Г. Д. Бирла (GD Birla Memorial School) в Раникхети;
- Колледж Сент-Джозеф (Св. Иосифа, St. Joseph’s College) в Найнитали;
- Мировая школа Селак (Selaqui World School) в Дехрадуни;
- Шервудский колледж (Sherwood College) в Найнитали.

Эти школы посещали известных индийских деятелей, некоторые премьер-министры Индии и кинозвезды.
Исторически Уттаракханд считается территорией, где были записаны Веды, Шастра и эпическая поэма Махабхарата. Кроме того, славу мировой столицы йоги имеет город Ришикеш, в котором действуют многие школы всех её направлений.

## Средства массовой информации
Как и в других штатах Индии, правительство Уттаракханд пытается развивать собственную прессу, популярности которой способствует относительно высокий уровень грамотности. Сейчас в Уттаракханд выпускается 31 ежедневная газета, большинство — в городах равнинных районов, но некоторые в пригородах. В основном газеты сосредотачиваются на местных новостях, ориентируясь на местное население. Однако, качество большинства газет существенно уступает центральноиндийским газетам, а доходность издательского дела в штате остается очень низкой, о чём свидетельствует небольшое количество рекламы. Самыми популярными местными газетами являются The Hawk, которая выпускается в Дехрадуни и Харидваре на английском языке и на хинди, и Valley Mail. Также популярны The Himachal Times, известная своим стилем преподавания новостей, и газета объявлений Doon Classified.
Телевидение в штате очень популярно и является одним из главных источников развлечений для его жителей. Однако местных каналов в штате нет, все каналы или общеиндийские, или ретранслируются из соседних штатов страны. Существует мнение, что развитие телевидения вытесняет народные танцы и песни, приводя к их вымиранию в городах. С радиостанций в штате действует только общеиндийских All India Radio, особенно популярна в сельских районах.